# Adolf Kramenič
Adolf Kramenič (25. února 1889 Brandýs nad Labem – 19. prosince 1953 Choceň) byl český varhaník, sbormistr a hudební skladatel.

## Život
Narodil se v rodině obuvníka. Již v dětství spolu s otcem hrál ve vesnické kapele na housle. Základní hudební vzdělání získal v hudební škole v Brandýse nad Labem. V roce 1903 byl přijat na Pražskou konzervatoř, kde studoval hru na varhany a skladbu. Jeho učitelem skladby byl hudební skladatel Karel Stecker, hru na varhany, improvizaci a instrumentaci učil Josef Klička. Ke studiu si přivydělával přepisováním partitur starých českých mistrů.
Po absolvování konzervatoře v roce 1906 se stal ředitelem kůru v Kostelci nad Labem. Krátce ještě působil ve Vlašimi a v roce 1910 získal místo ředitele kůru a městského kapelníka v Bakaru (Chorvatsko). Tam však nakonec nenastoupil, neboť se uvolnilo místo ředitele kůru v Chocni. Kromě chrámových povinností se účastnil hudebního života v Chocni a okolí. Na koncertech doprovázel na klavír a v roce 1914 se stal sbormistrem pěveckého spolku Zvukobor.
Hned po vypuknutí první světové války byl odvelen na východní frontu. Již 14. září 1914 však byl zajat a odvezen do Ruska. Onemocněl úplavicí a skončil v nemocnici v Samarkandu. Po částečném vyléčení byl transportován do zajateckého tábora v Ašchabadu. Tam ruský kapelník Garalik vytvořil ze zajatců malý smyčcový orchestr ve kterém se uplatnil i Kramerič. V roce 1916 byl přesunut do Taškentu. Tam založil pěvecký sbor, se kterým nastudoval národní písně, ale i budoucí státní hymnu „Kde domov můj“. Téhož roku se připojil k československým legiím, které se formovaly v Kyjevě. Ve 4. střeleckém pluku Prokopa Velikého byl pověřen, aby vytvořil symfonický orchestr. Byl pak převelen do Boryspilu, kde zase vytvořil dechovou hudbu a smyčcové kvarteto. Do Prahy se vrátil v prosinci 1918 a na jaře následujícího roku byl z armády propuštěn.
Vrátil se do Chocně a ujal se znovu místa ředitele kůru a varhaníka v kostele Františka Serafínského i sbormistra pěveckého spolku Zvukobor. V roce 1920 se oženil s členkou sboru Štěpánkou Čihákovou. S existenčních důvodů přijal místo výpravčího u dopravního úřadu ČSD v Chocni, kde setrval až do odchodu do důchodu v roce 1946. Vedle toho řídil dechový orchestr železničářů a v posledním roce učil i v Městské hudební škole. Působil také jako korepetitor a s kolegyní založil klavírní duo. Mezi jeho žáky patřil i významný český skladatel Lubor Bárta (1928-1972).
Po odchodu do důchodu se intenzivně věnoval dílu choceňského rodáka Tomáše Norberta Koutníka (1698–1775). Shromáždil, spartoval a přepsal jeho dochované skladby a zasloužil se o to, aby Koutníkovo dílo neupadlo do zapomenutí. Kromě toho se stal členem Železničního symfonického orchestru v Praze, který vedl dirigent Karel Šejna.
V posledních letech života trpěl zdravotními obtížemi, které měly svůj původ v letech 1. světové války. 19. prosince 1953 podlehl rakovině plic.
Většina jeho skladeb je uložena v Regionálním muzeu ve Vysokém Mýtě. Vzhledem k tomu, že jeho dílo bylo věnováno především chrámovým účelům, je ve veřejnosti málo známo. Výjimku tvoří vánoční písně, koledy a pastorely, které jsou často na repertoáru pěveckých a zejména dětských pěveckých souborů.

## Dílo

### Chrámové skladby
- Graduale na Zelený čtvrtek (Christus factus est pro nobis), 1906
- Graduale na Popeleční středu,1906
- O salutaris hostia, 1907
- Tantum ergo pro smíšený sbor s doprovodem varhan, 1907
- Requiem pro 2 hlasy s doprovodem varhan, 1906,
- Veritas na text J. Lišky (nedokončeno)
- Pange linqua pro dva sbory na chorální cantus firmus
- Missa in honorem Sancti Venceslai pro ženský sbor s průvodem varhan, 1937
- Ave Maria pro ženský sbor s doprovodem varhan, meditace na téma Henri Bertiniho op. 29, 1937
- Pange linqua pro pětihlasý smíšený sbor a capella, 1938
- Regina Coeli pro smíšený sbor a capella, 1939
- Missa Dolorosa pro smíšený sbor s průvodem varhan, 1939
- Missa Confiteor pro smíšený sbor s doprovodem varhan, 1939
- Pange linqua pro smíšený sbor ad libitum s doprovodem varhan, 1939
- Pange Linqua pro smíšený sbor a capella, soprán a tenor ad libitum, 1939
- Pange Linqua pro ženský sbor s průvodem varhan, 1940
- Graduale et Offertorium in festo Joannis Nepomuceni pro soprán a tenor s průvodem varhan, 1941
- Offertorium de Sanctis Apostolis Petro et Paulo, pro soprán a tenor s průvodem varhan, 1940
- Offertorium (Dominica Petrocostes), sólo tenor s průvodem varhan, 1941
- Pange linqua lydické pro smíšený sbor a capella, 1942
- Pange linqua dorické pro smíšený sbor, 1942
- Te Deum pro smíšený sbor a capella, 1942
- O Sanctissima duo pro soprán a tenor s doprovodem varhan, 1942
- Graduale (Dominica Resurrectionis) pro barytonové sólo s doprovodem varhan, 1944
- Myxolydické Pange linqua pro smíšený sbor a capella, 1944
- Ave Maria pro alt s doprovodem varhan, 1944
- Chorální píseň k svatému Vojtěchu pro smíšený sbor a capella, na slova Václava Říhy
- Povzdech k sv. Vojtěchu pro smíšený sbor a capella, 1947
- Hymnus ad sanctum Adalbertum pro sólový baryton a smíšený sbor s doprovodem varhan , 1947
- Tantum ergo pro smíšený sbor a capella, 1947
- Asperges me pro sólový alt a baryton, smíšený sbor s doprovodem varhan, 1947
- Offertorium pro smíšený sbor a varhany na dny 31. května a 19. května, 1948
- Pange linqua in modo phrygio pro smíšený sbor a capella
- Graduale pro sólový baryton s doprovodem varhan, 1948
- Offertorium pro smíšený dvojsbor a varhany, 1948
- Offertorium pro nižší hlas a varhany na den Neposkvrněného Srdce Panny Marie, 1948
- Dvě duchovní písně na text Františka Sušila, 1949
- Spiritus domini pro baryton s doprovodem varhan, 1949 (věnováno Miroslavu Venhodovi)
- Tantum ergo pro smíšený sbor a orchestr, 1949
- Graduale na den 31. května Panny Marie Prostřednice všech milostí pro smíšený sbor s doprovodem varhan, 1949
- Ave Maria stella pro nižší hlas, housle, violoncello a varhany, 1949 (český text Jakub Pavelka)
- Chorální melodie (sekvence na Boží hod velikonoční) pro smíšený sbor s doprovodem varhan 1950
- Stabat Mater pro smíšený sbor s doprovodem varhan, 1950
- Velkopáteční hymnus pro smíšený sbor a capella, 1950
- Graduale pro sólový bas, smíšený sbor a varhany, na den sv. Václava , 1951
- Offertorium pro dvouhlasý ženský sbor a varhany, na den sv. Ludmily a na Hromnice, 1951
- Pange linqua pastoralis in A pro smíšený sbor s doprovodem varhan, 1951
- Pange linqua aiolská pro smíšený sbor a capella, 1952
- Communio pro smíšený sbor a varhany na den svatých Tří králů, 1952

### Vánoční skladby
- Koleda pro dvouhlasý ženský sbor s doprovodem varhan na slova Vladimíra Hornova, 1942
- Pastorálky (soubor dvanácti skladeb pro smíšený sbor, 1939, 1951)
- Pastorální Pange linqua pro tři ženské hlasy, 1940
- Betlém pro dvouhlasý dětský sbor s doprovodem varhan, na slova Vladimíra Hornova, 1942
- 2 koledy pro smíšený sbor, 1943
- Z hlubin temné noci, koleda pro dvouhlasý ženský sbor, 1943
- Pospěšte, pastýři, pospěšte, koleda, pro dvouhlasý ženský sbor, 1943
- Koleda pro dvouhlasý ženský sbor a varhany, s discantním sólem ad libitum, na slova Jaroslava Vaniše, 1944
- Vánoční duchovní písně dvojhlasé, 1946
- Patorální Pange linqua pro dva ženské hlasy, 1947
- Koleda pro dvouhlasý ženský sbor a varhany s discantním sólem ad libitum, na slova Jaroslava Vaniše z Chocně, 1947
- Pastorální Pange linqua in G pro ženský hlas, 1948
- Dvě české koledy, 1949
- Vánoční kantáta pro sóla, smíšený sbor, lesní roh a varhany na text neznámého autora, 1951
- Missa pastoralis ex D pro smíšený sbor s doprovodem varhan, 1952

Komponoval i písně, úpravy lidových písní, komorní hudbu a napsal i několik skladeb pro hudbu dechovou.